# Mike Huras
Mike Huras (ur. 28 stycznia 2006 w Waiblingen) – polski piłkarz, występujący na pozycji napastnika lub pomocnika w niemieckim klubie SG Sonnenhof Großaspach.

## Sukcesy

### SG Sonnenhof Großaspach
- Puchar Wirtembergii: 2024/2025[5]

### Reprezentacyjne
- Mistrzostwa Europy U-17 (3. miejsce): 2023[4]